# Gmina Qafë-Mali
Gmina Qafë-Mali (alb. Komuna Qafë-Mali) – gmina położona w północno-zachodniej części kraju. Administracyjnie należy do okręgu Puka w obwodzie Szkodra. Jej powierzchnia wynosi 14313 ha. W 2012 roku populacja wynosiła 2082 mieszkańców. 
W skład gminy wchodzi dziewięciu miejscowości: Qafë-Mali, Armiraj, Srriqë, Mollëkuqe, Lajthizë, Lumbardhë, Tuç, Kryezi, Orosh.